# Otto II. von Wettin
Otto von Wettin († 17. Juli 1368) (auch Otto von Leisnig) war als Otto II. von 1366 bis zu seinem Tod 1368 Bischof von Minden.

## Leben
Otto entstammt der burggräflichen Adelsfamilie Leisnig und wird daher zuweilen auch Otto von Leisnig genannt. In Minden ist er aber als Otto II. von Wettin bekannt. Er gehörte zum Kreis der Ratgeber von Kaiser Karl IV. Er war Domdechant in Mainz und Domkantor in Worms. Er wurde wohl bereits 1366 zum Bischof von Minden bestellt, zog aber erst am 7. Juni 1368 in Minden ein und verstarb bereits am 17. Juli 1368. Daher blieb seine Amtszeit wohl ohne größere Bedeutung für das Bistum. Er wurde im Mindener Kloster St. Pauli beigesetzt.